# 알폰소 다스티스
알폰소 마리아 다스티스 케세도(스페인어: Alfonso María Dastis Quecedo, 1955년 10월 5일~)는 스페인의 외교관으로, 2016년부터 2018년 6월 1일까지 스페인 외무장관을 역임하였다.

## 생애
다스티스는 1970년대 CEU 산파블로 대학교에서 법학을 공부한 후 마드리드 공립 콤플루텐세 대학교에 진학하였다. 그는 보험 회사 설립의 자유에 관한 박사학위 논문을 쓰기 시작하였으나 1983년에 이를 포기한 것으로 전해진다.

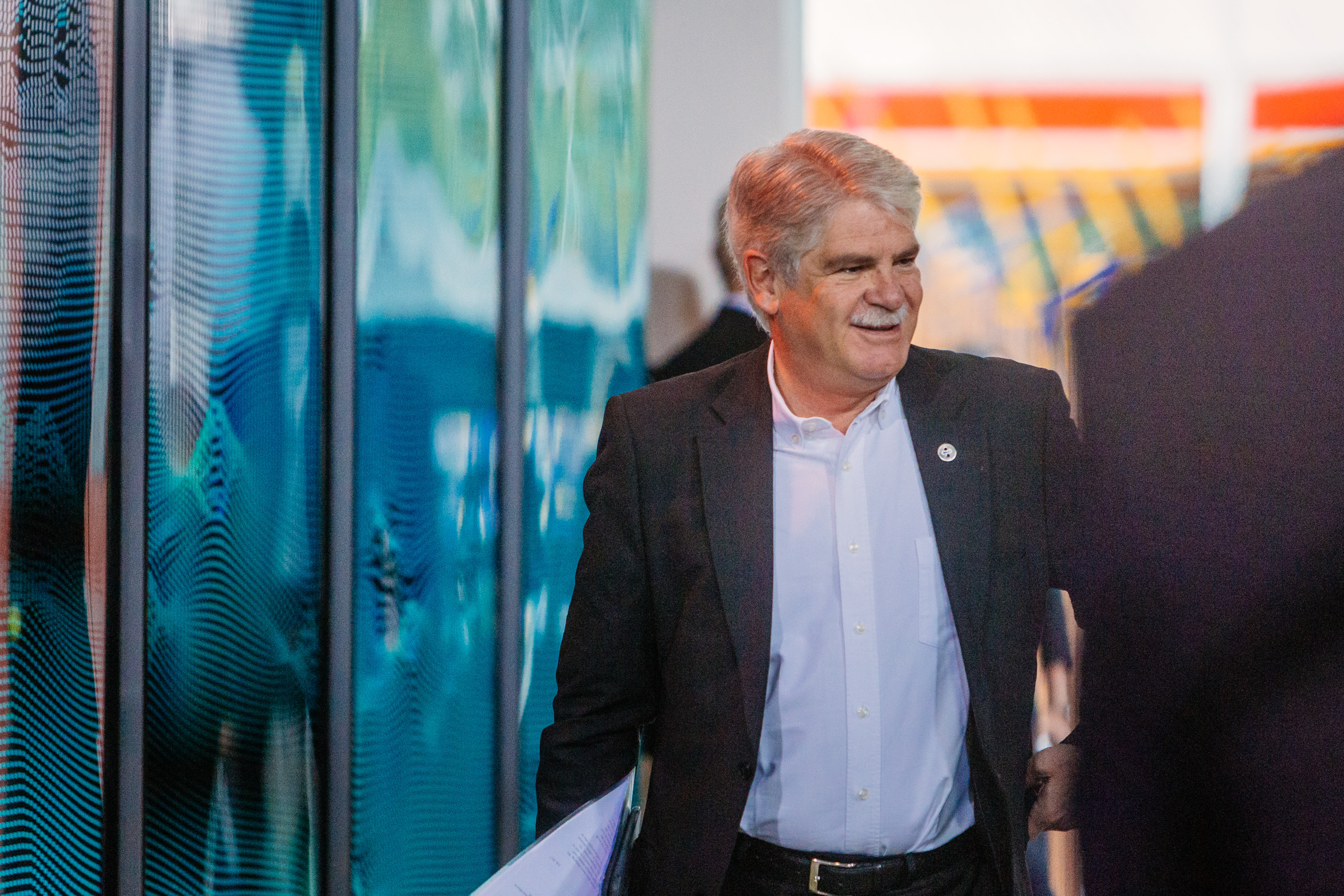
2017년의 다스티스

다스티스는 1983년 외교관 생활을 시작하였다. 그는 외교관으로서 외무부 및 국제 기관과 관련된 여러 직책을 맡았다. 유엔 주재 스페인 대사관, 장관 비서실, 총리실 등에서 일하였으며, 2002년 그는 유럽 문제 담당 사무총장으로 임명되었다.

2017년 스페인 헌정위기 기간 BBC 뉴스와의 인터뷰에서 10월 1일 카탈루냐 독립 국민투표 동안의 충돌을 보여준다고 주장하는 여러 영상이 가짜였다고 주장하였으며 시민 경비대와 경찰 당국의 행동을 옹호하였다

## 개인 생활
다스티스는 변호사와 결혼하였으며, 골프를 매우 좋아한다.

## 같이 보기
- 2017년 스페인 헌정위기